# Meridiana Kamen Team
El Meridiana Kamen Team (codi UCI: MKT) és un equip ciclista croat de categoria continental. Creat al 2010, va sortir d'una escissió de l'equip Meridiana-Kalev Chocolate. Té la seu a la localitat de Polla, a la província italiana de Salern.

## Principals victòries
- Volta a Eslovàquia: Enrico Rossi (2012)
- Tour del Gavaudan Llenguadoc-Rosselló: Davide Rebellin (2012)
- Setmana Ciclista Llombarda: Patrik Sinkewitz (2013)

### Grans Voltes
- Tour de França
  - 0 participacions

- Giro d'Itàlia
  - 0 participacions

- Volta a Espanya
  - 0 participacions

## Composició de l'equip
| \| Llista de l'equip 2016 \| Llista de l'equip 2016 \| Llista de l'equip 2016 \| Llista de l'equip 2016 \| \| Ciclista \| Data de naixement \| Equip previ \| \| \| --------------------------------------- \| ---------------------- \| ---------------------------------- \| ---------------------- \| \| Josip Čerkez \| 26 de octubre de 1993 \| \| \| \| Mateo Franković \| 5 de agost de 1994 \| \| \| \| Alen Herega \| 4 de juny de 1992 \| \| \| \| David Jabuka \| 18 de febrer de 1997 \| \| \| \| Emanuel Kišerlovski \| 3 de agost de 1984 \| Loborika Favorit (2012) \| \| \| Davide Mucelli \| 19 de novembre de 1986 \| Ceramica Flaminia-Fondriest (2013) \| \| \| Uroš Repše \| 5 de agost de 1993 \| \| \| \| Paolo Rigo \| 1 de febrer de 1994 \| \| \| \| Antonio Santoro \| 13 de setembre de 1989 \| MG.Kvis-Vega (2015) \| \| \| Michele Viola \| 24 de març de 1992 \| \| \| \| Jasmin Bećirović (28 de maig–31 de des) \| 1 de octubre de 1992 \| \| \| \| Elia Favilli (15 de març–31 de des) \| 31 de gener de 1989 \| Southeast (2015) \| \| \| Matteo Rabottini (1 de maig–31 de des) \| 14 de agost de 1987 \| Neri Sottoli (2014) \| \| \| \| \| \| \| \| Fonts: ProCyclingStats Cycling Archives \| \| \| \|Nota: Josip Čerkez |                        |                                    |  |
| Llista de l'equip 2016 |                        |                                    |  |
| Ciclista | Data de naixement      | Equip previ                        |  |
| Josip Čerkez | 26 de octubre de 1993  |                                    |  |
| Mateo Franković | 5 de agost de 1994     |                                    |  |
| Alen Herega | 4 de juny de 1992      |                                    |  |
| David Jabuka | 18 de febrer de 1997   |                                    |  |
| Emanuel Kišerlovski | 3 de agost de 1984     | Loborika Favorit (2012)            |  |
| Davide Mucelli | 19 de novembre de 1986 | Ceramica Flaminia-Fondriest (2013) |  |
| Uroš Repše | 5 de agost de 1993     |                                    |  |
| Paolo Rigo | 1 de febrer de 1994    |                                    |  |
| Antonio Santoro | 13 de setembre de 1989 | MG.Kvis-Vega (2015)                |  |
| Michele Viola | 24 de març de 1992     |                                    |  |
| Jasmin Bećirović (28 de maig–31 de des) | 1 de octubre de 1992   |                                    |  |
| Elia Favilli (15 de març–31 de des) | 31 de gener de 1989    | Southeast (2015)                   |  |
| Matteo Rabottini (1 de maig–31 de des) | 14 de agost de 1987    | Neri Sottoli (2014)                |  |
| |                        |                                    |  |
| Fonts: ProCyclingStats Cycling Archives |                        |                                    |  |

| \| Llista de l'equip 2017 \| Llista de l'equip 2017 \| Llista de l'equip 2017 \| Llista de l'equip 2017 \| \| Ciclista \| Data de naixement \| Equip previ \| \| \| ---------------------- \| ---------------------- \| ---------------------------------- \| ---------------------- \| \| Jasmin Bećirović \| 1 de octubre de 1992 \| \| \| \| Mateo Franković \| 5 de agost de 1994 \| \| \| \| David Jabuka \| 18 de febrer de 1997 \| \| \| \| Zvonimir Jelinić \| 3 de desembre de 1995 \| \| \| \| Emanuel Kišerlovski \| 3 de agost de 1984 \| Loborika Favorit (2012) \| \| \| Bruno Maltar \| 6 de octubre de 1994 \| Radenska Ljubljana (2016) \| \| \| Davide Mucelli \| 19 de novembre de 1986 \| Ceramica Flaminia-Fondriest (2013) \| \| \| Matteo Rabottini \| 14 de agost de 1987 \| Neri Sottoli (2014) \| \| \| Uroš Repše \| 5 de agost de 1993 \| \| \| \| Paolo Rigo \| 1 de febrer de 1994 \| \| \| \| Gianfranco Visconti \| 18 de febrer de 1983 \| \| \| \| \| \| \| \| \| Font: UCI \| \| \| \|Nota: Jasmin Bećirović |                        |                                    |  |
| Llista de l'equip 2017 |                        |                                    |  |
| Ciclista | Data de naixement      | Equip previ                        |  |
| Jasmin Bećirović | 1 de octubre de 1992   |                                    |  |
| Mateo Franković | 5 de agost de 1994     |                                    |  |
| David Jabuka | 18 de febrer de 1997   |                                    |  |
| Zvonimir Jelinić | 3 de desembre de 1995  |                                    |  |
| Emanuel Kišerlovski | 3 de agost de 1984     | Loborika Favorit (2012)            |  |
| Bruno Maltar | 6 de octubre de 1994   | Radenska Ljubljana (2016)          |  |
| Davide Mucelli | 19 de novembre de 1986 | Ceramica Flaminia-Fondriest (2013) |  |
| Matteo Rabottini | 14 de agost de 1987    | Neri Sottoli (2014)                |  |
| Uroš Repše | 5 de agost de 1993     |                                    |  |
| Paolo Rigo | 1 de febrer de 1994    |                                    |  |
| Gianfranco Visconti | 18 de febrer de 1983   |                                    |  |
| |                        |                                    |  |
| Font: UCI |                        |                                    |  |

## Classificacions UCI
L'equip participa en les proves dels circuits continentals i principalment en les curses del calendari de l'UCI Europa Tour.
UCI Àsia Tour
| Temporada | Classificació per equips | Millor ciclista en la classificació individual |
| --------- | ------------------------ | ---------------------------------------------- |
| 2015      | 80è                      | Emanuel Kišerlovski (273è)                     |
| 2016      | 70è                      | Antonio Santoro (372è)                         |
| 2017      | 60è                      | Davide Mucelli (133è)                          |

UCI Europa Tour
| Temporada | Classificació per equips | Millor ciclista en la classificació individual |
| --------- | ------------------------ | ---------------------------------------------- |
| 2010      | 66è                      | Miguel Ángel Rubiano (97è)                     |
| 2011      | 104è                     | Riccardo Riccò (790è)                          |
| 2012      | 28è                      | Davide Rebellin (27è)                          |
| 2013      | 33è                      | Patrik Sinkewitz (11è)                         |
| 2014      | 61è                      | Patrik Sinkewitz (240è)                        |
| 2015      | 96è                      | Emanuel Kišerlovski (296è)                     |
| 2016      | 78è                      | Antonio Santoro (583è)                         |
| 2017      | 88è                      | Davide Mucelli (465è)                          |